# Парк динозавров (Вышков)
Вышковский парк динозавров находится в зоопарке чешского города Вышков Южноморавского края, в пригороде Брно. Парки динозавров этой же сети также есть в Праге, Пльзни, Либерце, Остраве и Братиславе.

## История
Динопарк открылся в 2006 году. В нём представлены экспонаты животных мезозойской эры в их натуральную величину, в естественной среде обитания, преобладавшей на Земле в доисторическую эпоху. Все модели динозавров озвучены, а многие из них могут двигаться. На территории парка расположена детская палеонтологическая площадка, где дети под присмотром специалистов могут вести свои археологические исследования, научная тропа и 3D кино. В парке есть сувенирный магазин, Дино-кафе, Дино-гриль и Дино-экспресс (мини-поезд по динопарку). В парке растёт Wollemi Nobilis — живое растение Мезозойской эры, живущее на Земле ещё 175 миллионов лет назад.

## Фотографии

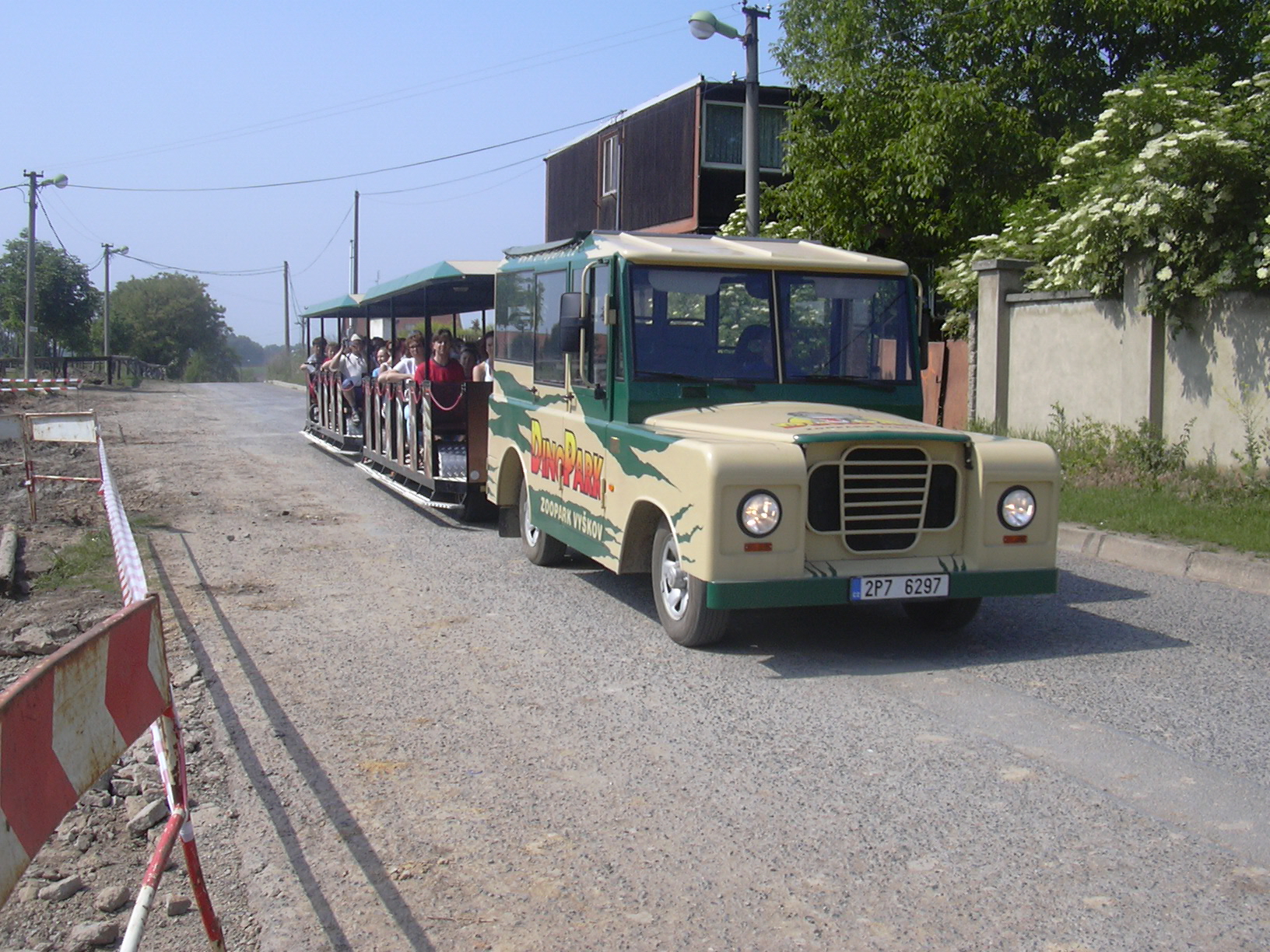
Дино-экспресс.
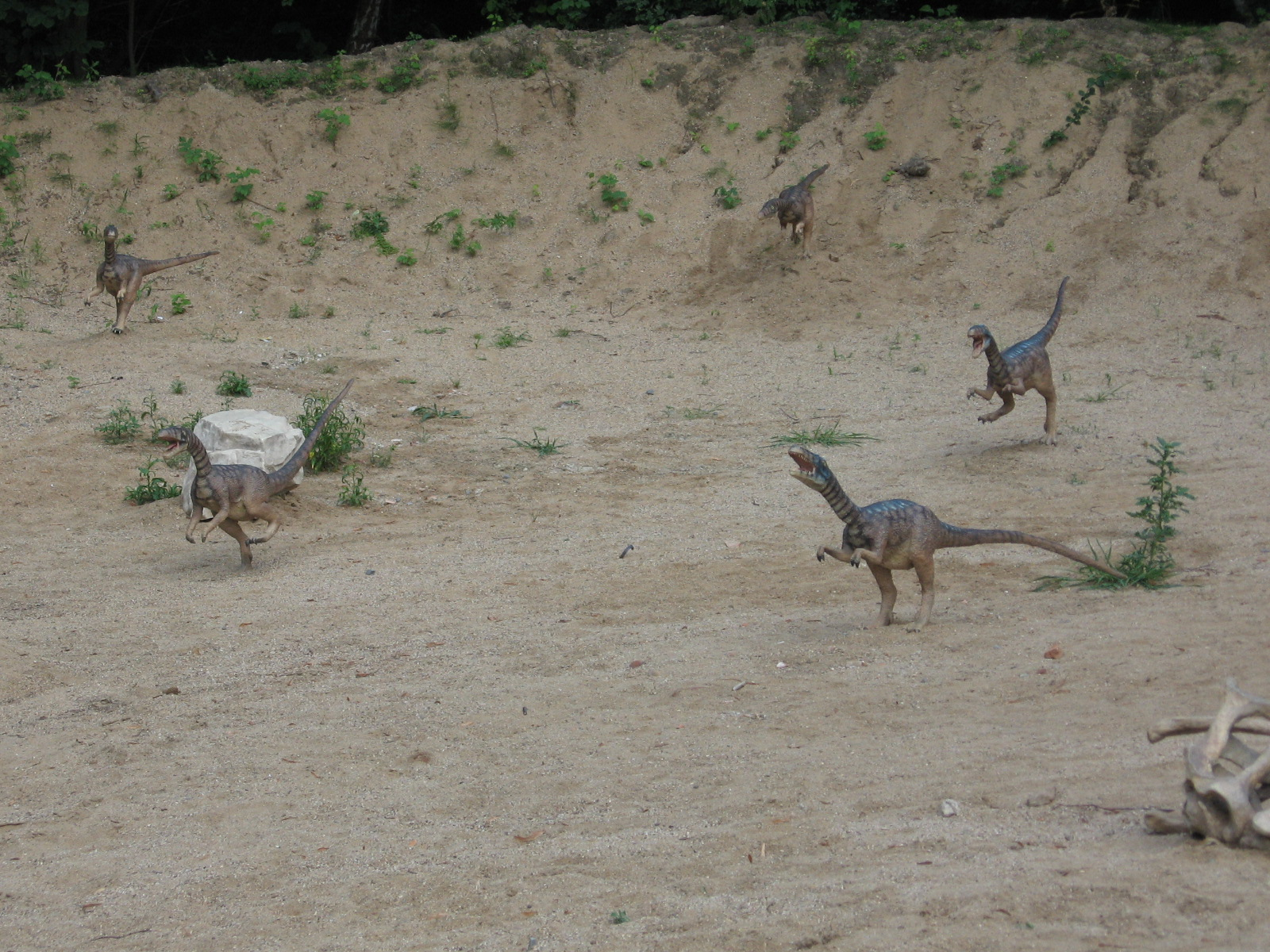
Экспозиция «Доисторическая пустыня»
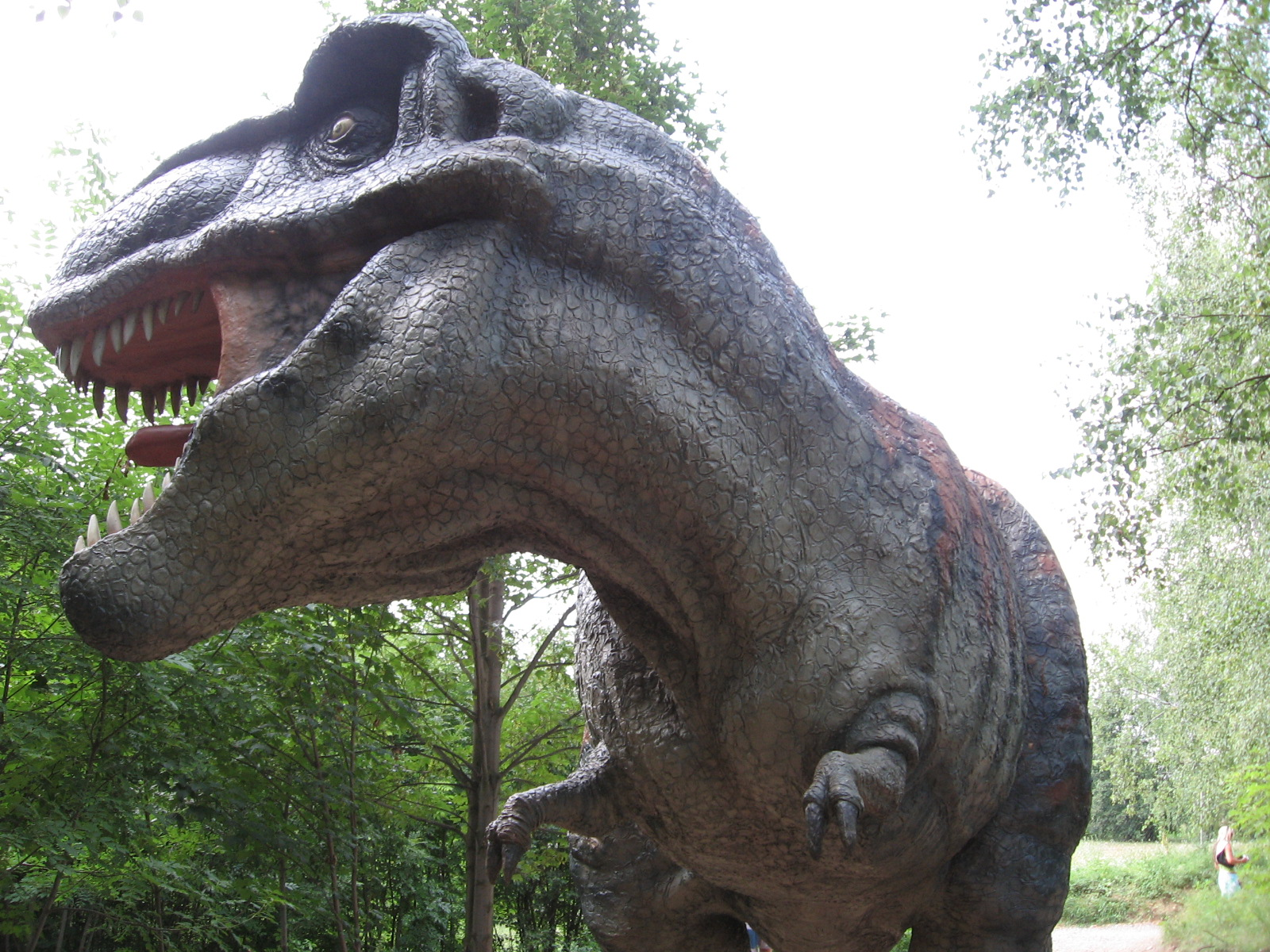
Тираннозавр
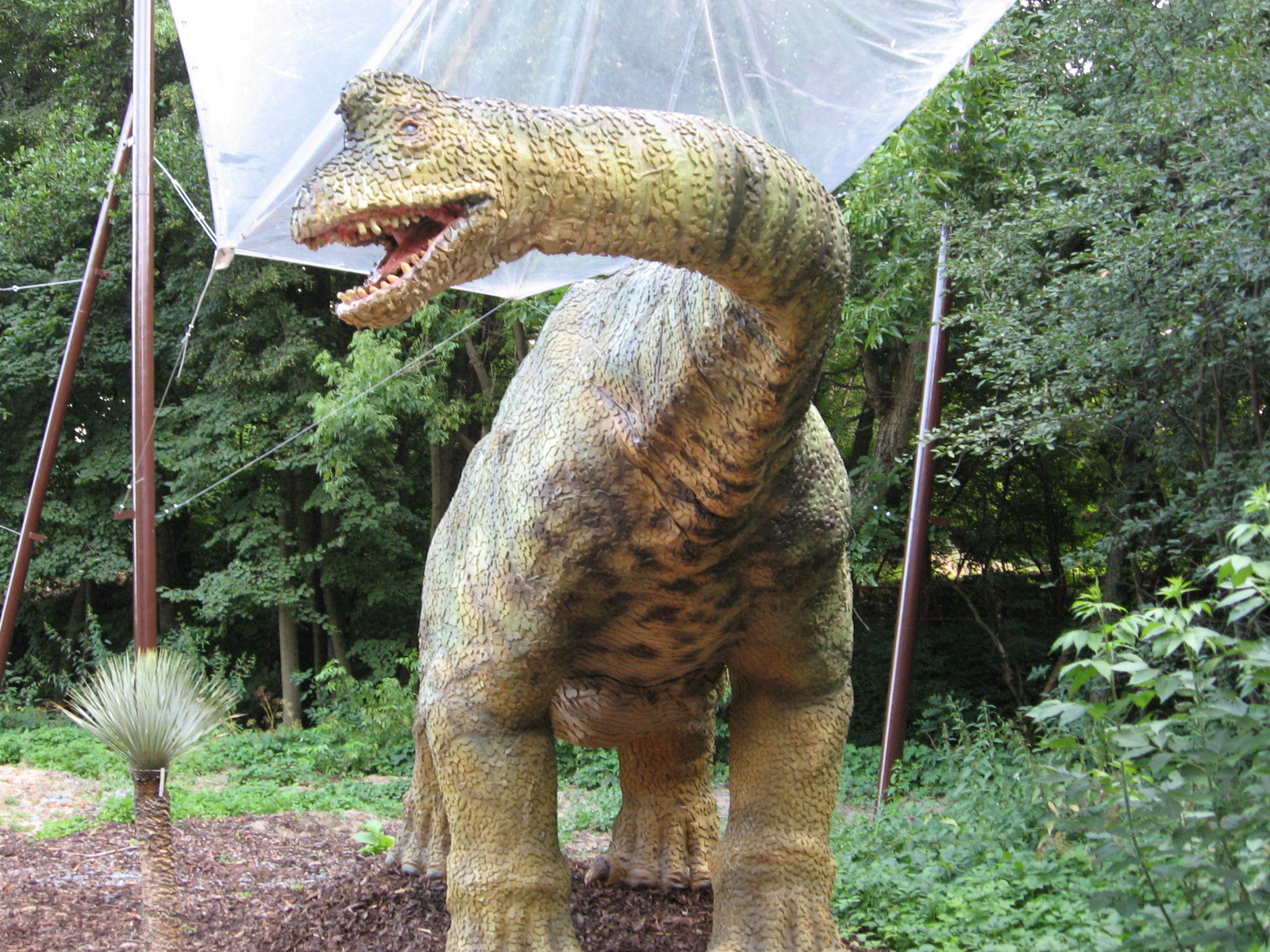
Брахиозавр
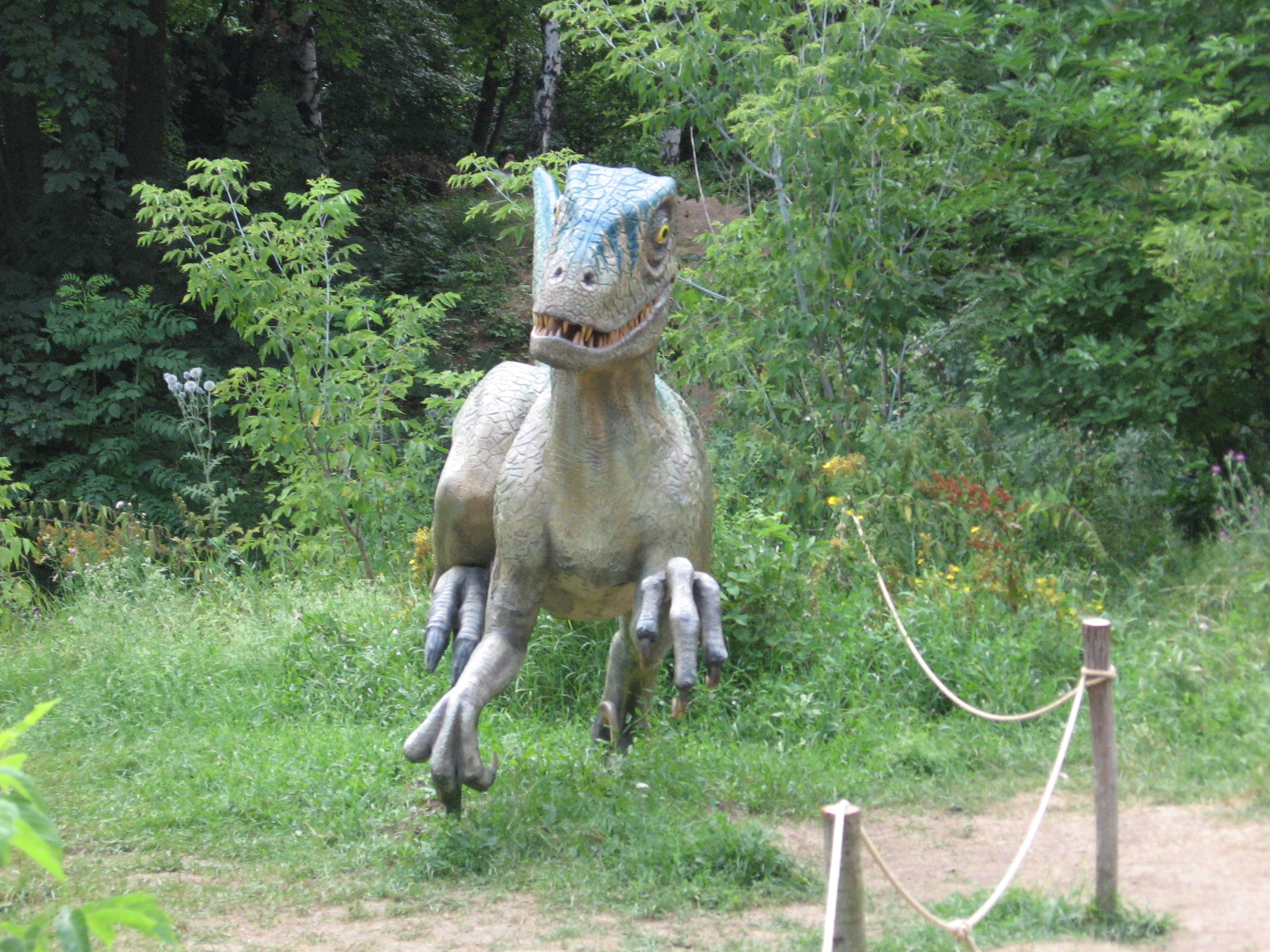
Дейноних
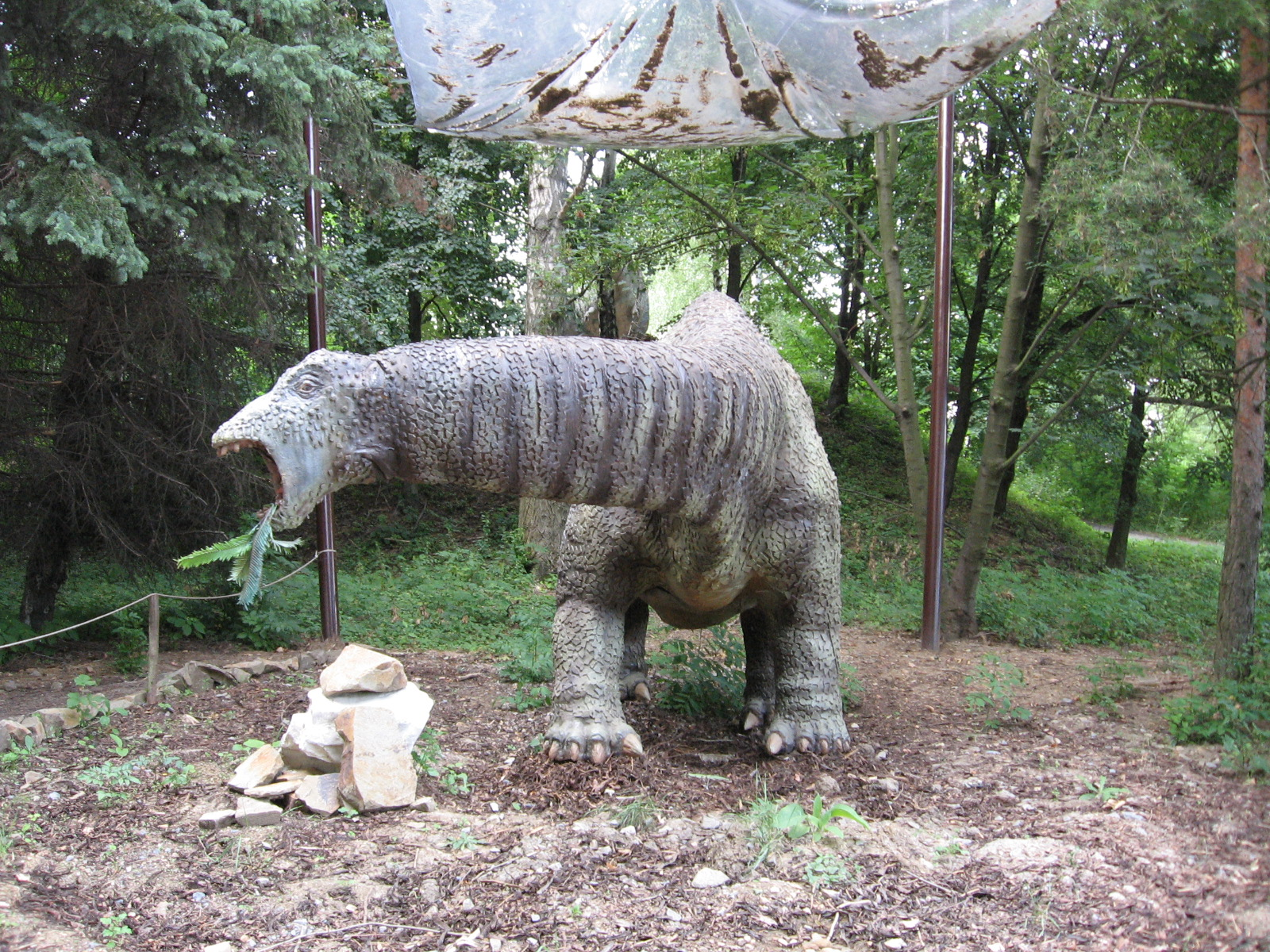
Диплодок
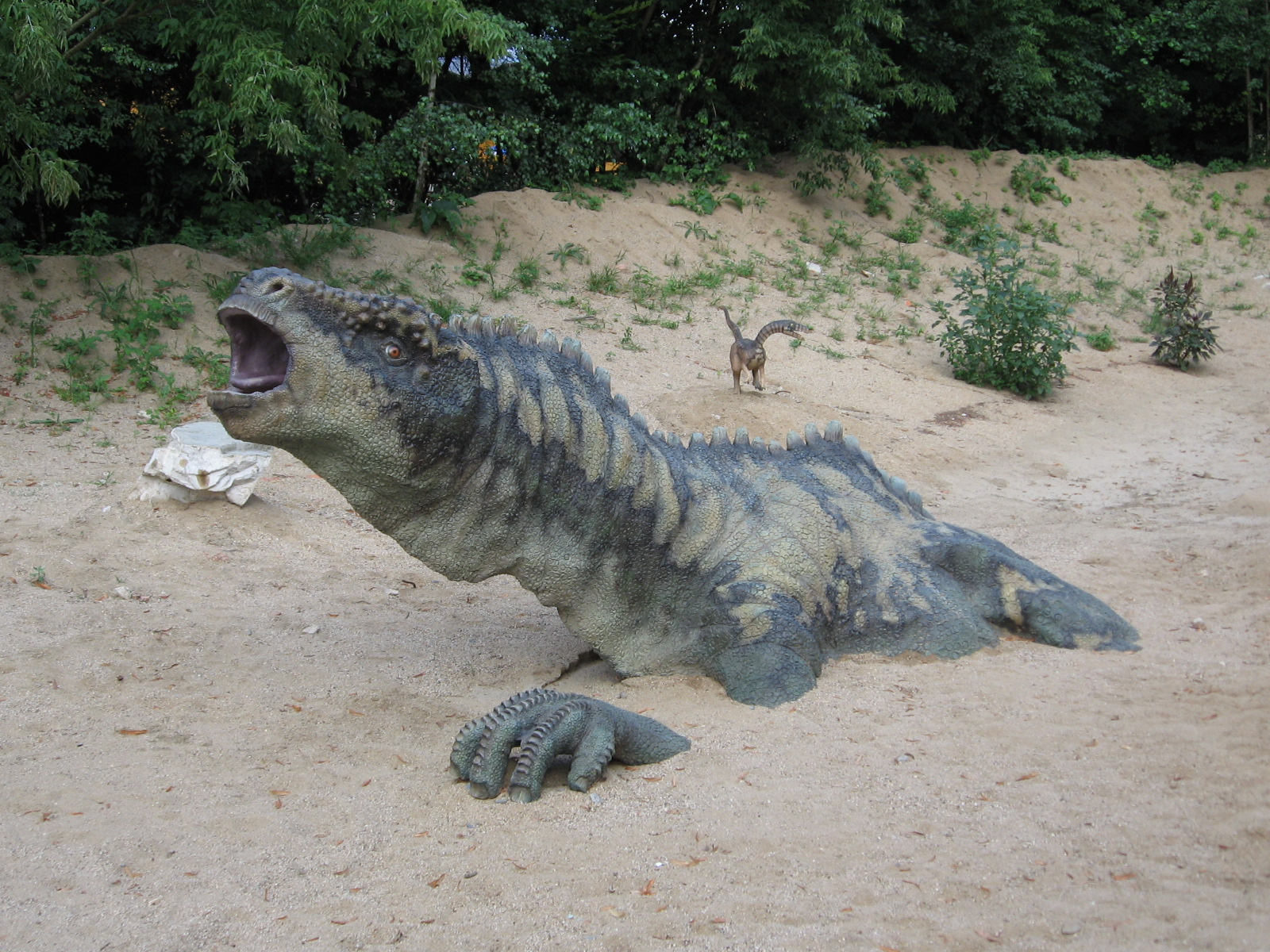
Скутозавр
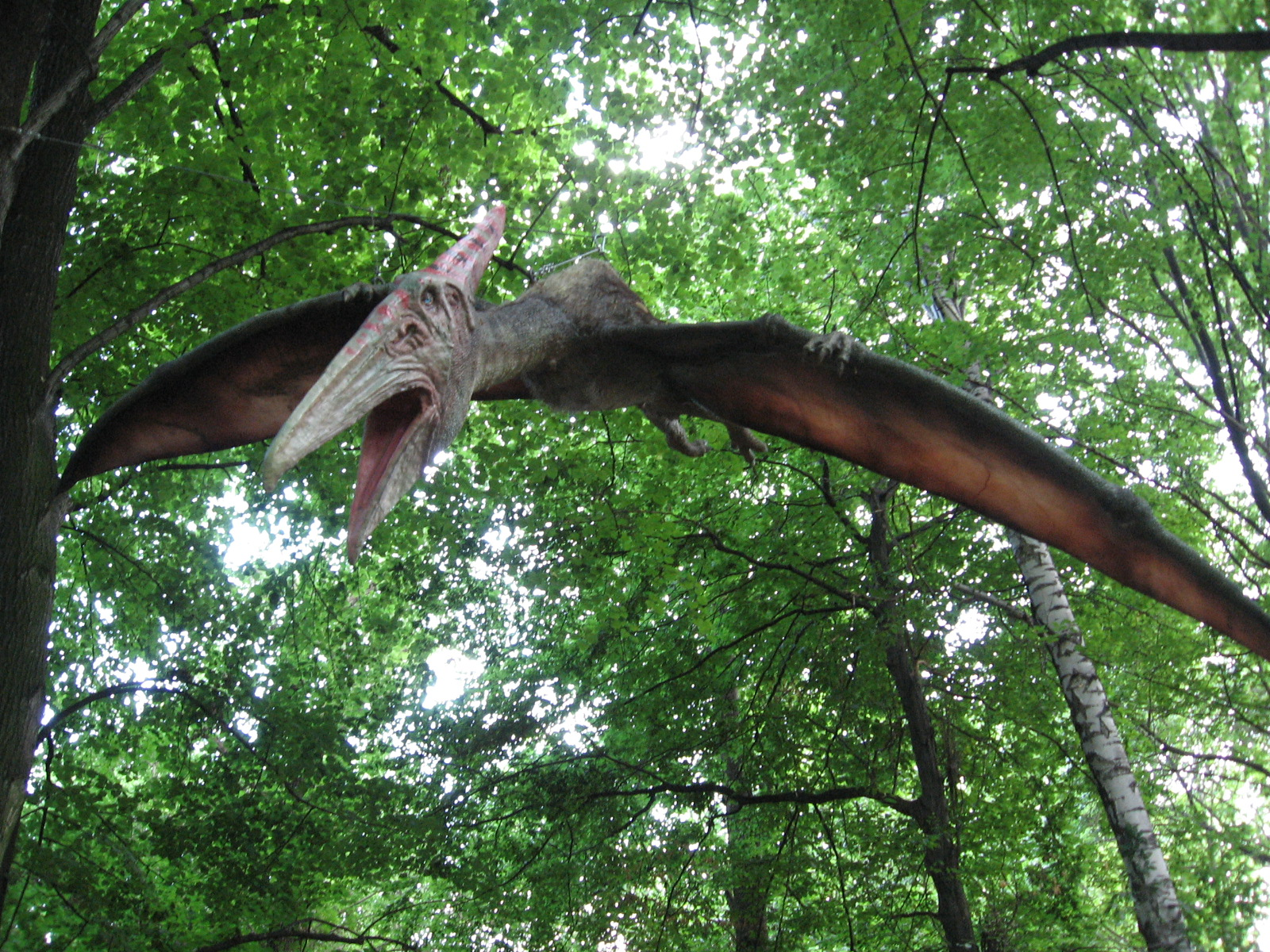
Птеродактиль
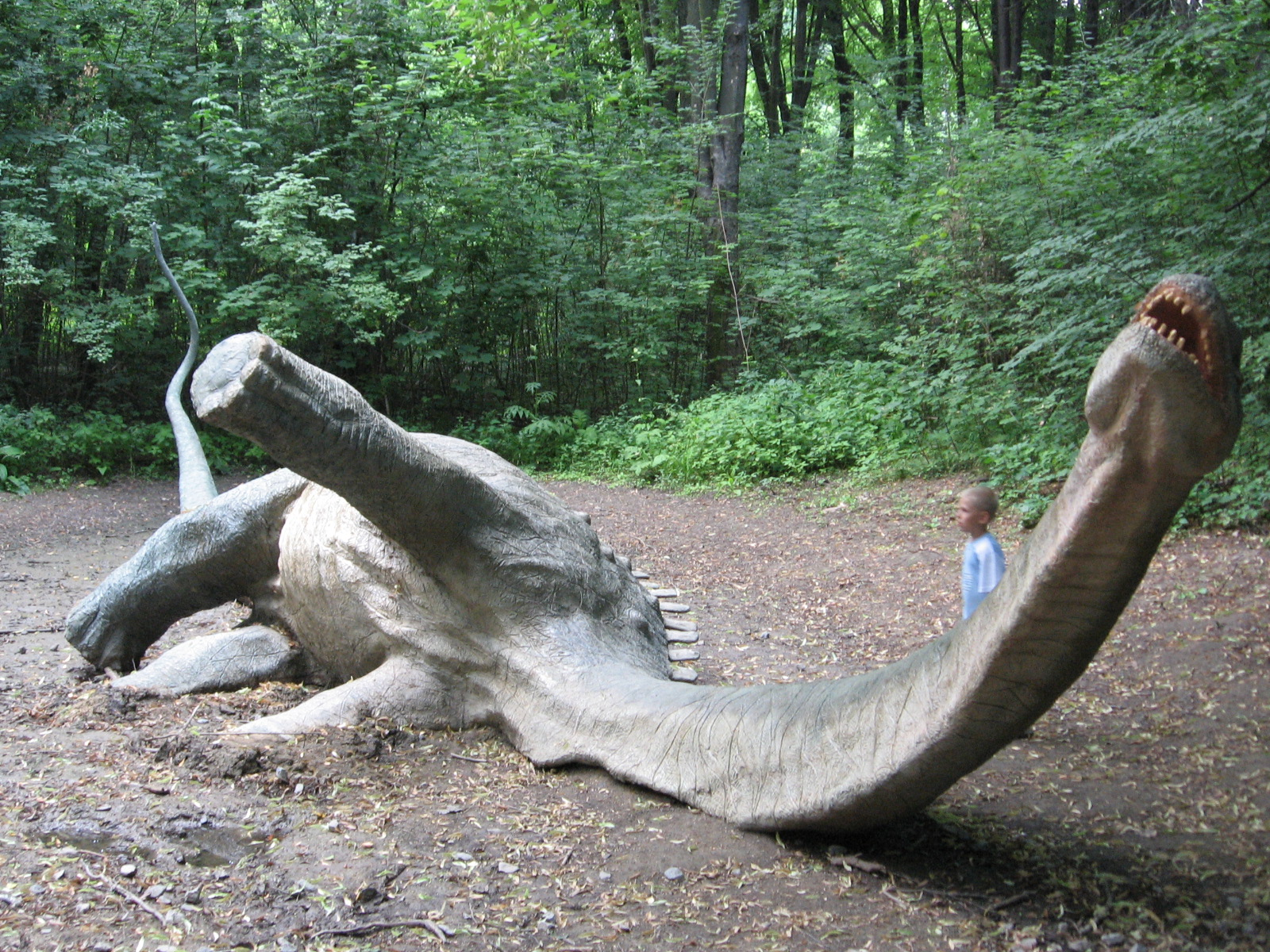
Апатозавр
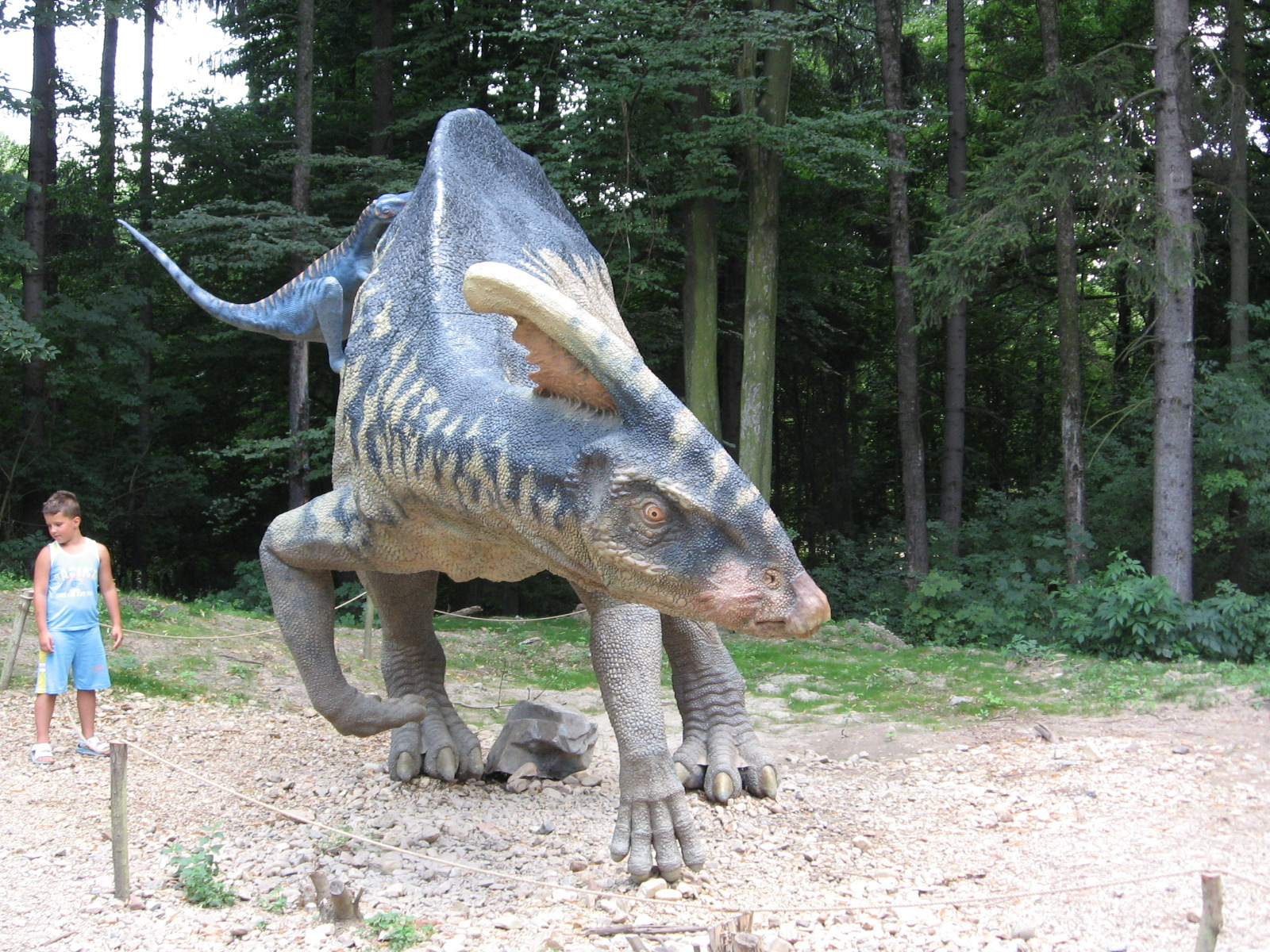
Паразауролоф